# Tatort: Leiche im Keller
Leiche im Keller ist ein Fernsehfilm aus der Kriminalreihe Tatort der ARD und des ORF. Der Film wurde vom Norddeutschen Rundfunk unter der Regie von Pete Ariel produziert und am 31. März 1986 erstmals ausgestrahlt. Es handelt sich um die Tatort-Folge 179. Für den Kriminalhauptkommissar Paul Stoever (Manfred Krug) ist es der vierte Fall. Für seinen neuen Kollegen Peter Brockmöller (Charles Brauer) ist es der erste Fall, in dem er ermittelt.

## Handlung
Herbert Koslowski ist Angestellter einer Firma für Geldtransporte. Während einer Fahrt bedroht er seinen Kollegen Baumann mit der Waffe, fesselt und knebelt ihn und flieht mit den Geldkoffern in einem bereitstehenden Auto. Herbert hat den Raub gemeinsam mit seinem Zwillingsbruder Karl geplant. Als die Brüder über das gestohlene Geld in Streit geraten, kommt es zu einem Kampf, bei dem Karl ums Leben kommt. Herbert nimmt daraufhin Karls Identität an; er ahnt allerdings nicht, dass er damit auch dessen dunkle Vergangenheit übernommen hat. So schickt ihm ein Erpresser einen Zeitungsausschnitt mit dem Bild eines vermissten Mädchens und fordert telefonisch Geld von ihm.
Kommissar Stoever fährt mit seinem neuen Kollegen Brockmöller zum Fundort des Geldtransporters, wo Baumann an seinem Knebel erstickt ist. Die Beute ist erheblich, allerdings sind alle großen Scheine registriert. Offensichtlich ist Koslowski mit dem Geld geflohen. „Dessen“ Leiche wird allerdings am nächsten Tag gefunden. Da kaum Hinweise über Koslowskis Umfeld vorliegen, statten Stoever und Brockmöller seinem Zwillingsbruder einen Besuch ab. Der ist offenbar ein erfolgreicher Fotograf; in seinen Räumen bemerkt Stoever diverse Fotos sehr junger Mädchen. Koslowski gibt an, nur wenig Kontakt zu seinem Bruder gehabt zu haben. Zurück im Büro fällt Stoever auf einem Fahndungsplakat das Foto eines vermissten Mädchens auf, das bei Koslowski an der Wand hing. Koslowski streitet ab, das Mädchen zu kennen.
Koslowski trifft den Erpresser und übergibt ihm die geforderte Summe in großen Scheinen. In seinem Atelier wird er von Angelika Winter aufgesucht. Die junge Frau konfrontiert ihn mit dem Vorwurf, sie vor Jahren an ein Bordell verkauft zu haben. Er bietet ihr Geld an, sofern sie herausbekommt, was der Kommissar wissen will.
Der Fall scheint sich aus der Sicht der Polizei plötzlich aufzuklären, als der Zuhälter Karl-Heinz Strauch mit Geldscheinen aus dem Raub festgenommen wird. Er kann jedoch für die Tatzeit ein Alibi vorweisen und behauptet, das Geld beim Pokern gewonnen zu haben, so dass er wieder auf freien Fuß gesetzt werden muss. Nach einer wilden Verfolgungsjagd gelingt es ihm, den auf ihn angesetzten Zivilfahndern zu entkommen. Er überfällt Koslowski in seinem Haus und fordert von ihm die gesamte Beute aus dem Raub. Er hat erkannt, Herbert und nicht Karl vor sich zu haben, und macht ihm deutlich, dass er für die Verschleppung Minderjähriger zur Rechenschaft gezogen werden kann. Im Tausch gegen das Geld bietet er ihm seine Beweisfotos an. Bei einem Handgemenge im Keller schießt Koslowski Strauch ins Bein.
Stoever erkennt anhand einer nicht gebräunten Stelle an der aufgefundenen Leiche, die genau zu Karls Armreifen passt, dass der Tote Karl und nicht Herbert Koslowski ist. Stoever und Brockmöller fahren zur Wohnung von Koslowski; dort finden sie Strauch tot im Keller. Koslowski erklärt den Polizisten, überfallen worden zu sein und in Notwehr geschossen zu haben. Stoever kann ihm jedoch nachweisen, dass er mit einem zweiten Schuss Strauch in voller Absicht getötet hat.
Winter gelingt es mit einem Trick, das Geld an sich zu bringen. Während sie im Hauptbahnhof auf den Zug nach Mailand wartet, versucht sie, einen Tausender zu wechseln. Der Mitarbeiter der Wechselstube stellt fest, dass der Schein registriert ist, und wählt den Notruf.

## Produktionsnotizen
Ein besonderes Stilmittel sind die den Hauptpersonen zugeordneten musikalischen Themen, die dem Verlauf der Handlung entsprechend variiert werden und bei den Brüdern verschiedene Mischformen bilden. Das von Franz Bartzsch unter dem Künstlernamen „F.B. Eye“ eingespielte Titellied „Money Is The Power“ wurde auch als Single veröffentlicht.
Bei seiner Erstausstrahlung am 31. März 1986 hatte Leiche im Keller 15,71 Millionen Zuschauer, was einem Marktanteil von 41,00 % entspricht.
Dieser Tatort wurde als Einzelfilm auf VHS veröffentlicht.

## Kritik
TV Spielfilm äußerte sich kritisch zu dem ersten Fall mit Brockmöller: „Nicht doppelbödig genug und spröde.“